# Informàtica de butxaca

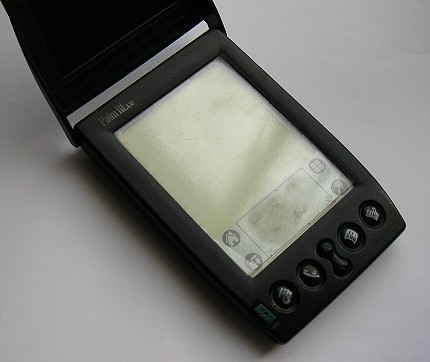
Ordinador de butxaca Palm IIIxe

La informàtica de butxaca és la branca de la informàtica que tracta dels ordinadors de butxaca.

## Antecedents
El terme ordinador personal ja s'havia usat anteriorment en ordinadors com el Xerox Alto a la dècada dels 70, però es popularitzà a partir del 1981 als EUA i uns anys més tard al nostre país, quan aparegué el PC 5150 d'IBM, que es convertiria en el progenitor dels ordinadors personals compatibles. El PC 5150 tenia una memòria RAM de 256 kB, un processador de 8 MHz i la primera versió ni tan sols disposava de disquetera i incorporava el sistema operatiu MS DOS 1.0
Els sistemes informàtics de l'època es basaven en ordinadors molt més potents i grans com els AS/32 d'IBM, que usaven llenguatges molt més complicats com el RPG i treballaven amb fitxes perforades. Tot i que existien ordinadors domèstics més petits, estaven reservats gairebé exclusivament als videojocs.

## Informàtica de butxaca

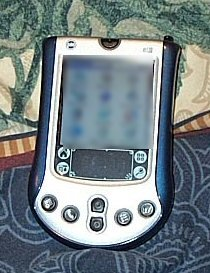
Palm OS 4.1.

El 1991 aparegué al mercat, el primer ordinador de butxaca que es podia emprar a la mà: el Psion Series 3. Llavors ja eren populars els ordinadors personals de sobretaula o PC, que usaven sistemes operatius com el Windows, l'UNIX o el Mac i usaven discs durs per a emmagatzemar les dades.
El gener de 1996 la companyia 3Com presentava el primer organitzador personal de la sèrie Palm Pilot, que un temps després passaria a dir-se simplement Palm. Incorporava una memòria RAM de 128 kB, un processador de 4 MHz i una pantalla de 8 files per 40 columnes. Funcionava amb dues piles, i funcionava amb el sistema operatiu Palm OS.
L'ordinador de butxaca arribaria al nostre país uns anys més tard. Una mostra d'això és que fins al 2003 no es normalitza el terme "ordinador de butxaca". El DOGC núm. 3970 - 18/09/2003, va normalitzar aquest concepte tan habitual en el sector.
A la dècada del 2000, s'observa una convergència del sector de la informàtica de butxaca amb el de la telefonia mòbil i la dels reproductors multimèdia, de manera que cada vegada existeixen aparells més potents amb més funcions;
- Comunicacions; Telèfon mòbil, connectivitat per infraroig (IRDA), Bluetooth, Wi-Fi, …
- Interficies; pantalles en color, pantalles tàctils, …
- Funcions ofimàtiques; enviar i rebre fax, correu electrònic o navegar a Internet, treballar amb arxius de text, de full de càlcul, d'autocad,
- Funcions multimèdia; càmara de fotos i de vídeo, gravadora de so, reproducció de fotos, audio, video i televisió,
- Sistemes de navegació GPS
- Emmagatzematge de dades en targetes de memòria…